# Eggleston (Dominica)
Eggleston ist ein Ort im Südwesten von Dominica. Die Gemeinde hatte im Jahr 2011 zusammen mit ihrer Nachbarsortschaft Ridge Field 513 Einwohner. Eggleston liegt im Parish Saint George.

## Geographische Lage
Eggleston liegt nordwestlich von Giraudel und südöstlich der dominicanischen Hauptstadt Roseau.